# Die Irrlichter
Die Irrlichter sind eine Mittelalter- und Fantasy-Musikgruppe aus der Umgebung von Bonn. Die Gruppe tritt in der Mittelalterszene im In- und Ausland auf Märkten, Banketten, Konzerten und Festivals sowie als Barden im Liverollenspiel auf.
Für den Hauptanteil im Leadgesang und im Songwriting ist Brigitta Jaroschek verantwortlich. Sie ist das einzig verbliebene Mitglied der Originalbesetzung. Seit dem Weggang von Christoph Danielec 2004 besteht die Gruppe als reine Frauenband.

## Bandgeschichte
Die Gründungsmitglieder (Christoph Danielec, Ulrike Endesfelder, Anna Karin, Brigitta Karin und Edwin Meissner) formierten sich Anfang 2001 als Bardengruppe für Liverollenspiel-Veranstaltungen. Ihre damals entstandene Ballade Irrlichter stand Interviews zufolge auch Pate für den Bandnamen. Ihr erstes Konzert spielte die junge Band als Vorband von Saltatio Mortis im Frühjahr 2001 im MTC in Köln.
Auf einem Mittelaltermarkt trafen sie Roland Kempen, Mitglied von Die Streuner und Musikproduzent, der 2002 ihr erstes Album Koboldtanz mit seinem Plattenlabel Emmuty Records produzierte und herausbrachte. Das Debüt war sehr erfolgreich und machte die Band schnell überregional bekannt. Geiger Eddy Meissner stieg bald darauf aus und Stephanie Keup, die auf dem ersten Album bereits als Gastmusikerin eingespielt hatte, wurde als neues Vollmitglied aufgenommen.
2004 erschien das zweite Album mit dem Titel Elfenhain. Obwohl diese CD mehr noch als die erste für (Live-)Rollenspieler konzipiert war, wurden die Irrlichter nun zunehmend auch für Märkte, Konzerte und Festivals gebucht und begannen sich in der Mittelalterszene zu etablieren. Gründungsmitglied Christoph Danielec wurde in dieser Zeit Vater und stieg schließlich ganz aus.
Im Jahr 2005 wurde ein Konzeptalbum namens Angelus ad Virginem mit mittelalterlicher Winter- und Weihnachtsmusik aufgenommen und zum Jahresende veröffentlicht. Direkt im Anschluss an die Aufnahmen trat Ulrike Endesfelder ein Stipendium in den USA an. Nach ihrer Rückkehr aus den USA kehrte sie nicht mehr auf die Bühne zurück, und Ulla Kramer nahm vorübergehend ihren Platz als Geigerin ein. Mit ihr und Christine Krull-Kosubek produzierten die Irrlichter auch ihr nächstes Album, Aventiure, das 2006 erschien.
In den folgenden zwei Jahren bildete sich die Gruppe um den harten Kern aus Brigitta Karin und Stephanie Keup herum um. Zuerst verließen Ulla Kramer und gegen Ende 2006 auch Gründungsmitglied Anna Karin die Band. Dafür wurde Jutta Tiedge 2007 als Trommlerin/Percussionistin aufgenommen. Nachdem Christine Krull-Kosubek die Band Ende 2007 wieder verlassen hatte, stieg die bisherige Gastmusikerin Jutta Simon-Alt zu Beginn des neuen Jahres als Vollmitglied ein. Im Mai 2008 gab es erneuten Zuwachs in Form von Daniela Heiderich, die ebenfalls schon einige Monate als Gastmusikerin bei den Irrlichtern gespielt hatte, nachdem sich ihre alte Formation Danserye aufgelöst hatte.

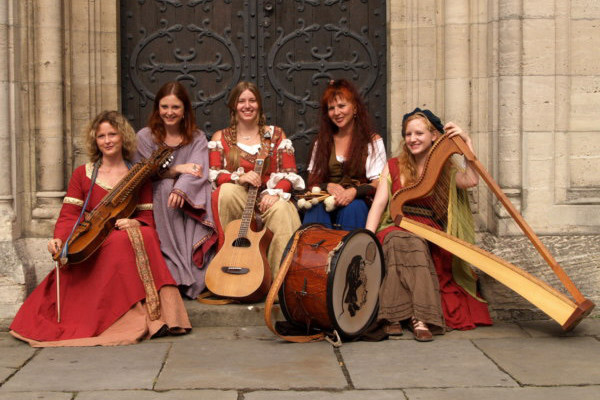
In Braunschweig 2009; v. l. n. r.: Stephanie Keup, Jutta Simon-Alt, Brigitta Jaroschek, Jutta Tiedge, Daniela Heiderich

Die neu aufgestellte Gruppe gründete eine eigene Produktionsgesellschaft und produzierte ihr neues Album Goldstück selbst. Dieses fünfte Irrlichter-Album erschien im November 2008.
Im Oktober 2010 erschien das Album Rauhnächte. Erstmals in der Bandgeschichte blieb die Besetzung gegenüber dem vorherigen Album unverändert, dafür wurde diesmal klanglich experimentiert: Die Stücke wurden nicht nur im Studio, sondern überwiegend in einer Kirche eingespielt. Ursprünglich sollte mit Rauhnächte das sehr erfolgreiche Weihnachtskonzertprogramm der Gruppe aufgenommen werden; während der Produktion wurde daraus aber ein etwas weiter gefasstes Konzeptalbum mit Herbst- und Wintermusik. Von den übrigen Alben unterscheidet es sich durch eine feierliche, konzertante Stimmung ohne klassische „Marktmusik“.
Weitere Besetzungsänderungen wurden in den folgenden Jahren notwendig. Nachdem Gründungsmitglied Brigitta Jaroschek schwangerschaftsbedingt pausieren musste, sprang ihre Schwester Anna, die 2006 ausgetreten war, als Vertretung ein und tritt seitdem wieder gelegentlich mit der Band auf. Einen ähnlichen Status nimmt seit 2012 auch Daniela Heiderich ein, die aufgrund ihres Studiums in Poitiers (Frankreich) nicht mehr festes Mitglied sein konnte. Außerdem gab es Anfang 2013 einen Besetzungswechsel im Bereich Schlagwerk/Percussion, wo Bettina Henrich vorübergehend die Nachfolge von Jutta Tiedge antrat.
2015 wurde mit den verbliebenen drei Musikerinnen der Kernbesetzung (Brigitta Jaroschek, Stephanie Keup-Büser und Jutta Simon-Alt) ein neues Album namens Zaubergarten veröffentlicht. Der Schwerpunkt liegt darin wieder auf Balladen, Märchen und „zauberhafter“ Musik, insbesondere auch der Vertonung historischer Zauberformeln. Zum Ende des Jahres zog Jutta Simon-Alt sich zurück und Gastmusikerin Annika Thoma rückte als Vollmitglied nach.

## Auszeichnungen
- 2007 gewannen die Irrlichter mit dem Lied Die Aventiure des Kleinen Geigling (aus dem Album Aventiure) den KinderLiederWelt-Wettbewerb 2007 von WDR 5 und UNICEF.
- 2010 gewann die Gruppe mit ihrer Interpretation von Wan sî dahs (aus dem Album Goldstück) beim 5. Falkensteiner Minnesangturnier zu Ehren von Ougenweide alle drei ausgelobten Preise: Von der Jury, bestehend aus den Ougenweide-Veteranen Olaf Casalich, Minne Graw, Wolfgang von Henko, Jürgen Isenbart und Stefan Wulff, wurden sie mit dem Ehrenpreis der Jury ausgezeichnet und gewannen außerdem sowohl den Publikumspreis als auch den Radiopreis von Radio Aena. Es war das erste Mal, dass Frauen beim Minnesangturnier zugelassen worden waren und auch das erste Mal, dass es drei Preise zu gewinnen gab.
- Im November 2013 errangen die Irrlichter im WDR Fernsehen den 2. Platz als „Beliebtester Straßenmusiker 2013“ in der Sendereihe „daheim + unterwegs“. In der Vorstellungssendung und später in der finalen (Live-)Sendung der besten drei spielten sie jeweils ihre Interpretation des Liedes Eno sagrado en Vigo (aus dem Album Angelus ad Virginem), mit der aus dem Film Drei Haselnüsse für Aschenbrödel bekannten Melodie von Karel Svoboda.

## Diskografie

### Alben
- Koboldtanz (2002)
- Elfenhain (2004)
- Angelus ad Virginem (2005)
- Aventiure (2006)
- Goldstück (2008)
- Rauhnächte (2010)
- Zaubergarten (2015)

### Singles
Für Werbezwecke wurde 2006 eine Single mit zwei auf der Aventiure vertretenen Stücken (Luna’s Blocksbar und Chapelloise) hergestellt, die als Luna bekannt wurde. Sie war nicht im Handel erhältlich, sondern wurde den Abonnenten der Szenezeitschrift LARPZeit mit der Ausgabe #12 (Juli/August/September 2006) zugeschickt. Die Schutzhülle der Luna zeigt ein verfremdetes Cover der Aventiure in nächtlichen Farben, mit der Silhouette einer vor dem Mond vorbeifliegenden Hexe.

## Mitglieder

### Aktuelle Mitglieder

#### Band

##### Brigitta Jaroschek (geb. Karin)
- Gesang, Basslaute, Gitarre, 12-String, Cister, Mandoline, Harfe

Das einzige aktiv in der Band verbliebene Gründungsmitglied und damit das dienstälteste Irrlicht. Hat von den Eigenkreationen der Irrlichter die meisten Stücke komponiert und viele auch getextet. Außerhalb der Irrlichter hat sie Skandinavistik, Komparatistik und Vor- und Frühgeschichte studiert (Magister Artium). Sie  arbeitet als wissenschaftliche Mitarbeiterin und Dozentin an der Universität Bonn.

##### Stephanie Keup-Büser
- Gesang, Sopranino-, Sopran-, Alt-, Tenor- und Bassflöte, Rauschpfeife, Chalumeau, Schlüsselfidel

Kein Gründungsmitglied, aber doch bereits seit der ersten CD (dort noch als Gastmusiker) dabei. Neben der Musik ist der Pferdesport ihre große Leidenschaft. Außerhalb der Irrlichter arbeitet sie als Reit- und Voltigiertrainerin und in der musikalischen Früherziehung und Musiktherapie. Nahm ursprünglich als Reiterin an Ritterturnieren teil und fand darüber eher zufällig zur Mittelaltermusik.

##### Annika Thoma
- Gesang, Dudelsack, Schalmei, Flöten, Drehleier

Ursprünglich ein Fan, dann Gastmusikerin (u. a. mit Cello-Einspielungen auf der CD Zaubergarten) und seit 2016 Vollmitglied.

#### Weitere Musiker

##### Anna Karin
- Gesang, Davul, Zimbeln, Waschbrett, Laute, Tanz.

Gründungsmitglied; ausgestiegen Ende 2006, 2011 als Teilzeitmitglied wieder eingestiegen. Aus ihrer Feder stammen ebenfalls viele Texte zu bekannten Irrlichter-Liedern, darunter Irrlichter, Der Rechte Mann und Der Kleine Geigling. Außerhalb der Irrlichter ist sie an der Universität zu Bonn als wissenschaftliche Mitarbeiterin im Bereich der germanistischen historischen Sprachwissenschaft tätig und arbeitet an ihrer Promotion.

##### Daniela Heiderich
- Flöten, Rauschpfeife, Schalmei, Dudelsack, Krummhorn, Harfe

Sie ist ehemaliges Mitglied der aufgelösten Gruppe „Danserye“. Nach dem erfolgreichen Abschluss ihres Psychologie-Studiums (BS) zog sie nach Poitiers (Frankreich), wo sie Harfe und Dudelsack studierte und nun als Musikerin und Lehrerin am Konservatorium arbeitet.

### Ehemalige Mitglieder
- Edwin Meissner: Geige. Gründungsmitglied; ausgestiegen 2002, nach dem Album Koboldtanz.
- Christoph Danielec: Gesang, Schalmey, Rauschpfeife, Blockflöten, Tin Whistle, Dudelsack und allerlei Schabernack. Gründungsmitglied; ausgestiegen 2004, nach dem Album Elfenhain.
- Ulrike Endesfelder: Gesang, Geige. Gründungsmitglied; ausgestiegen 2006, nach dem Album Angelus ad virginem.
- Ulla Kramer: Geige, Viola. Ausgestiegen 2006, nach dem Album Aventiure.
- Christine Krull-Kosubek: Gesang, Dudelsäcke (A-Moll-Sack, Gaita, Hümmelchen), Gemshorn, Renaissance-Flöten, Schellenkranz. Ausgestiegen Ende 2007; nach wie vor aktiv mit der Band A La Via
- Jutta Tiedge: Davul, Landsknechtstrommel, Darabuka, Zimbeln, Schlagharfe, Perkussion. Spielt weiterhin bei „Der Schwartenhalß“, ist Tänzerin und leitet eine Bauchtanzschule in Köln. Ausgestiegen Ende 2012.
- Bettina Henrich: Schlagzeug, Davul, Cajón, Kleinpercussion, Gesang. Ausgestiegen Ende 2013.
- Jutta Simon-Alt: Gesang, Dudelsack, Schalmei, Oboe, Flöten. Studierte Oboistin und bei Offene Jazz Haus Schule Köln beschäftigt, spielt außerdem im Ensemble „Confettissimo“. Ausgestiegen Ende 2015.

## Sonstiges
- Alle Gründungsmitglieder haben an derselben Schule die Allgemeine Hochschulreife absolviert, allerdings in verschiedenen Jahrgangsstufen.
- Seit September 2007 existiert ein offizieller Irrlichter-Fanclub namens „Die Koboldfreunde“.